# Рабочая власть (организация)
Рабочая власть (итал. Potere Operaio) — итальянская леворадикальная организация, действовавшая в период между 1968 и 1973 годами.

## История
Среди лидеров группы были Антонио Негри, Франко Берарди, Франко Пиперно, Орест Скальцоне и Валерио Моруччи, который возглавлял её вооружённое крыло. Организация была частью операисткого движения, пришедшего позднее к развитию автономизма.
Сферой деятельности «Рабочей власти» были избраны в первую очередь крупные предприятия на индустриальном севере страны. Идеология движение исходила из постулата марксистской теории о потенциально революционных рабочих и теоретически обосновывало революционное насилие против правящих классов. Действуя легально организация объединяла интеллектуальные дебаты, демонстрации и мероприятия на предприятиях. Считается, что «Рабочая власть» причастна к совершенному в марте 1973 г. поджогу дома неонациста.
Организация не пользовалась большой поддержкой рабочих и вскоре распалась в результате репрессий властей, последовавших после 1973 года. «Рабочая власть» официально прекратила своё существование 3 июня 1973 г.
Большинство основных членов организации продолжало участвовать в «Рабочей автономии», таким образом произошел переход от операизма к автономизму. Некоторые из членов организации позже вошли в «Первую линию» и «Красные бригады», включая Моруччи и Адриана Фаранда, которые приняли участие в похищении и убийстве Альдо Моро. Негри был арестован в конце 1970-х по обвинению в том, что он являлся руководителем «Красных бригад», но позже оправдан и освобождён.